# Mós (Bragança)
Mós é uma povoação portuguesa sede da Freguesia de Mós do Município de Bragança, freguesia com 11,62 km² de área e 175 habitantes (censo de 2021), tendo, por isso, uma densidade populacional de 15,1 hab./km².
Além da aldeia de Mós, pertence a esta freguesia a aldeia de Paçó de Sortes.41° 41′ 25″ N, 6° 48′ 07″ O.

## Demografia
Nota: Nos anos de 1878 a 1930 figura com a designação de Mós de Rebordãos. Pelo decreto lei nº 27.424, de 31/12/1936, passou a ter a atual designação.
A população registada nos censos foi:
| Distribuição da População por Grupos Etários | Distribuição da População por Grupos Etários | Distribuição da População por Grupos Etários | Distribuição da População por Grupos Etários | Distribuição da População por Grupos Etários |
| -------------------------------------------- | -------------------------------------------- | -------------------------------------------- | -------------------------------------------- | -------------------------------------------- |
| Ano                                          | 0-14 Anos                                    | 15-24 Anos                                   | 25-64 Anos                                   | > 65 Anos                                    |
| 2001                                         | 20                                           | 22                                           | 82                                           | 70                                           |
| 2011                                         | 14                                           | 13                                           | 82                                           | 69                                           |
| 2021                                         | 14                                           | 11                                           | 81                                           | 69                                           |